# Uomo di Cagna
L'Uomo di Cagna (Omu di Cagna en langue corse) est un sommet culminant à 1 217 m d'altitude dans la montagne de Cagna, en Corse-du-Sud.

## Toponymie
Le nom Uomo di Cagna, qui signifie l'« homme de Cagne » en français, vient du fait que ce sommet est couronné par un empilement de deux énormes blocs de granite, lui donnant une silhouette anthropomorphe caractéristique.

## Géographie
Le sommet domine la plaine de Figari au sud-est et le village de Gianuccio (Ghjanuciu), hameau de la commune de Monacia-d'Aullène, à l'ouest.

## Culture populaire
Un couplet d'une chanson traditionnelle est dédié à ce sommet :
U Liò di Roccapina

Hà dettu à l’Omu di Cagna.

Tù mi vardi la marina,

Eu ti vardu la muntagna
Ce qui pourrait se traduire par :
Le Lion de Roccapina

a dit à l’homme de Cagna.

Tu me gardes la côte,

Je te garde la montagne

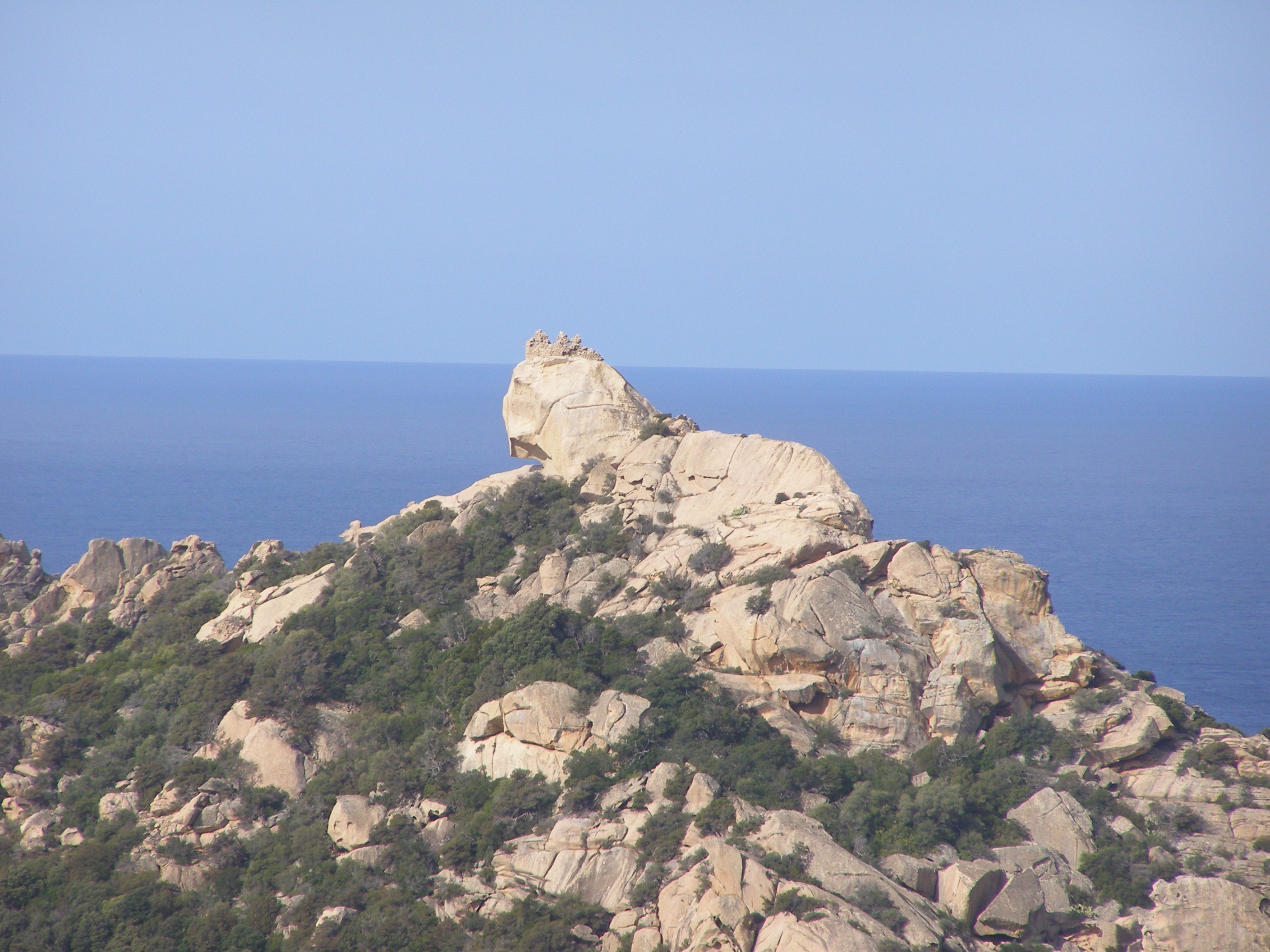
Le Lion de Roccapina

En effet, les deux particularités géologiques, l'une zoomorphe, l'autre anthropomorphe, sont toutes deux en relation avec la vallée de l'Ortolu : le Lion de Roccapina se situe à l'embouchure du fleuve Ortolu alors que l'Omu di Cagna domine cette vallée de l'Ortolu à l'ouest ainsi que la pian d'Avrettu (pian da Freto) à l'est.
La répartition des rôles entre les deux sentinelles se fait bien entre mer et montagne, bien que d'autres versions de la comptine ne parlent pas d'une garde « croisée » mais « personnelle et mutuelle », le lion gardant logiquement la côte quand l'Omu de Cagna garde naturellement la montagne.